# USS Bang (SS-385)
«Бенг» (англ. USS Bang (SS-385)) — підводний човен військово-морських сил США типу «Балао», споруджений під час Другої світової війни.
Човен спорудили на належній військово-морським силам США верфі Portsmouth Naval Shipyard у Кіттері, штат Мен. Після проходження випробувань біля узбережжя Нової Англії, «Бенг» вирушив до Перл-Гарбору, куди прибув 7 березня 1944 року.

## Походи
Всього човен здійснив шість бойових походів.

### 1-й похід
29 березня 1944-го «Бенг» у складі «вовчої зграї», до якої також входили підводні човни «Парч» та «Тіноса», відбув для бойових дій у Лусонській протоці та північній частині Південно-Китайського моря (неофіційно цей район був відомий як «Конвой Коллідж»). Наприкінці квітня він атакував тут конвой та потопив два вантажні судна. Через кілька днів про появу іншого конвою повідомили з Tinosa, після чого «Бенг» перехопив його та знищив ще одне вантажне судно (а от заявка на потоплення есмінця після війни не підтвердилась, до того ж, охорона конвою взагалі не мала кораблів цього класу). Враховуючи вичерпання запасу торпед, човен попрямував до атолу Мідвей, куди прибув 14 травня.

### 2-й похід
6 червня 1944-го «Бенг» вийшов в район на захід від Маріанських островів із завданням діяти проти японських військових кораблів, котрі спробують перешкодити запланованій операції по захопленню цього архіпелагу. На переході човен в районі за дві з половиною сотні кілометрів на південний схід від Іводзіми невдало атакував танкер. Хоча це судно йшло саме без охорони, «Бенг» не зміг продовжити переслідування через необхідність вчасно прибути у визначений район патрулювання. Оскільки вже через кілька діб японський флот зазнав важкої поразки при спробі атаки сил вторгнення, човен спрямували для дій у все тому ж «Конвой Коллідж» в складі «вовчої зграї» разом з «Гроулер» та «Сіхорс». 29 червня за дві сотні кілометрів на захід від північної частини острова Лусон «Бенг» торпедував танкери «Мірі Мару» та «Саравак Мару», котрі йшли у складі великого конвою. Втім обидва пошкоджені судна змогли дійти до Маніли (згодом перше з них загинуло в січні 1945-го під час рейду авіаносного з'єднання поблизу Формози, а друге в березні 1945-го підірвалось на міні поблизу Сінгапуру та було посаджене на мілину). На початку липня човен невдало провів торпедну стрільбу по ще одному конвою, при цьому активна протидія кораблів ескорту завадила вийти у повторну атаку. У підсумку 29 липня «Бенг» повернувся на атол Мідвей, а 2 серпня досяг Перл-Гарбору.

### 3-й похід
27 серпня 1944-го човен полишив базу та після заходу для бункерування на Мідвей попрямував до визначеного йому району на півдні Східно-Китайського моря. Ще на шляху туди «Бенг» в районі за чотири з половиною сотні кілометрів на північний захід від островів Бонін потопив два вантажні судна зі складу конвою, для чого використав шість торпед. Прибувши до місця патрулювання, човен 19 вересня за чотири десятки кілометрів на схід від північного завершення острова Формоза атакував конвой, який незадовго до того вийшов із порту Цзілун. «Бенг» використав вісім торпед і потопив танкер, крім того, пошкодження отримав ескортний корабель (корвет) CD-30, який, втім, зміг повернутись до Цзілуну та доволі швидко відновив свою бойову роботу (загинув наприкінці липня 1945-го під час атаки авіаносної авіації у затоці Осака). Ще через дві доби човен безрезультатно випустив десять торпед по іншому конвою, після чого 29 вересня повернувся на атол Мідвей.

### 4-й похід
25 жовтня 1944-го «Бенг» у складі «вовчої зграї», до якої також входили підводні човни «Шед» та «Редфіш», знову вирушив у південну частину Східно-Китайського моря (на шляху туди човен зайшов для бункерування на один з Маріанських островів — Сайпан). Первісно діям «зграї» перешкоджав тайфун, проте наприкінці місяця погода покращилась. Ввечері 22 листопада «Редфіш» повідомив про помічений ним конвой і невдовзі «Бенг» менш ніж за три години здійснив ряд атак та випустив всі свої торпеди. Результатом стало потоплення двох торговельних суден (ще одне судно записав на свій рахунок «Редфіш»). 5 грудня човен прибув до Перл-Гарбору.

### 5-й похід
2 січня 1945-го «Бенг» покинув Гаваї та 14 січня прибув на Сайпан для бункерування. Тут його ввели до складу «вовчої зграї» «Underwood's Urchins», до якої також входили підводні човни «Ейтуле», «Спейдфіш» та «Девілфіш». «Зграя» попрямувала через північну частину Східно-Китайського моря до Жовтого моря, причому незадовго до прибуття в район призначення до неї приєднався ще один підводний човен «Помпон». Під час патрулювання «Бенг» лише один раз зустрів невелике судно в центральній частині Жовтого моря, проте випущені торпеди не потрапили у ціль. У підсумку 24 лютого човен прибув на острів Гуам (Маріанські острови).

### 6-й похід
25 березня 1945-го «Бенг» вирушив до Лусонської протоки, проте вже наприкінці першої декади квітня дістав наказ перейти до району на північний схід від Формози для забезпечення порятунку льотчиків, які могли бути збиті під час нальотів на північну частину цього острова та південну групу островів Рюкю (в цей час якраз почалась битва за Окінаву — найбільший серед островів Рюкю в центральній частині архіпелагу). Тут човен врятував одного пілота, а 8 травня прибув на Сайпан. Далі «Бенг» вирушив до Перл-Гарбору, де 18 травня 1945-го завершив свій останній (як виявилось) бойовий похід — 22 червня він став у Портсмуті на ремонт, під час якого Японія капітулювала.

## Післявоєнна доля
Взимку 1947-го човен вивели в резерв, проте в 1951-му, під час Корейської війни, повернули до бойового складу флоту.
З травня по жовтень 1952-го «Бенг» пройшов модернізацію до рівня GUPPY IIA (один з етапів програми GUPPY, котра, зокрема, повинна була збільшити можливості човнів щодо тривалої дії у підводному положенні). При цьому один з його дизелів демонтували, щоб звільнити місце для встановлення іншого обладнання. 
«Бенг» використовували у флоті США до 1972 року, коли його передали до складу військово-морських сил Іспанії. Тут він отримав назву Cosme Garcia (S34) та ніс службу до 1982 року.

## Бойовий рахунок
| Дата       | Назва          | Тип                 | Тоннаж | Місце            |
| 29.04.1944 | Такегава Мару  | вантажне            | 1930   | 19°26'N 118°45'E |
| 30.04.1944 | Ніттацу Мару   | вантажне            | 2859   | 19°11'N 119°10'E |
| 04.05.1944 | Кінрей Мару    | вантажне            | 5947   | 20°58'N 117°58'E |
| 09.09.1944 | Токівасан Мару | вантажне            | 1807   | 28°53'N 137°42'E |
| 09.09.1944 | Сйорю Мару     | вантажне            | 1916   | 28°53'N 137°42'E |
| 19.09.1944 | Тосей Мару № 2 | танкер              | 507    | 24°56'N 122°14'E |
| 23.11.1944 | Сакае Мару     | вантажне            | 2878   | 24°12'N 122°53'E |
| 23.11.1944 | Амакуса Мару   | вантажо-пасажирське | 2340   | 24°24'N 122°45'E |